# Lijst van burgemeesters van Wouw
Dit is een lijst van burgemeesters van de voormalige Nederlandse gemeente Wouw in provincie Noord-Brabant voordat deze op 1 januari 1997 werd samengevoegd met de toenmalige gemeente Roosendaal en Nispen tot de gemeente Roosendaal.

## Vóór 1810
| Ambtsperiode | Naam burgemeester            | Leven        | Bijzonderheden                                                                                           |
| ------------ | ---------------------------- | ------------ | --- |
| rond 1620    | Adriaen Jansz Potter de Oude | 1557-1625    | |
| rond 1639    | Cornelis Janssen van Wesel   | ±1600-<1658  | Beroep: pachter van impost. Oom van Pieter Janssen van Wesel.                                            |
| 1642         | Cornelis Jansz Doggen        | ±1590 ->1651 | In akte dd 30-10-1642 van notariële archieven van Rochus van de Sande vernoemd als burgemeester van Wouw |
| rond 1643    | Laureijs Cornelisz Reyns     |              | |
| 1650 - 1651  | Cornelis Jansz Doggen        | ±1590 ->1651 | |
| rond 1650    | Jan Corneliszn Engelen       | *1601        | |
| rond 1668    | Herman Goorts van der Beek   |              | |
| 1702 - 1705  | Pieter Janssen van Wesel     | ±1660-1729   | Neef van Cornelis Janssen van Wesel                                                                      |
| 1706 - 1707  | Cornelis Cuijpers            |              | |
| 1708 - 1709  | Pieter van Gorp              |              | |
| 1710 - 1711  | Pieter Volckers              |              | |
| rond 1712    | Adriaan Bastiaan Aerts       |              | |
| rond 1714    | Pieter Coolen                |              | |
| rond 1716    | Hendrik Scheurbier           |              | |
| rond 1743    | Pieter Aerts                 |              | |
| rond 1764    | Jan van de Kar               |              | |

## Vanaf 1810
| Ambtsperiode                        | Naam burgemeester               | Leven     | Partij of stroming | Bijzonderheden                                                                      |
| ----------------------------------- | ------------------------------- | --------- | ------------------ | ----------------------------------------------------------------------------------- |
| 1810 - 1841                         | Johannes Baptiste Adan          | 1760-1841 |                    | Maire en later burgemeester. Was landmeter van beroep.                              |
| 1841 - 1873                         | Cornelis Jacobus Daverveldt     | 1802-1874 |                    | Beroep: korenmolenaar                                                               |
| 1873 - 1899                         | Christiaan Anthonij Daverveldt  | 1828-1899 |                    |                                                                                     |
| 1900 - 1911                         | Petrus Cornelis Daverveldt      | 1868-1911 |                    |                                                                                     |
| 1911 - 1921                         | Petrus Johannes Antonius Hoeks  | 1881-1943 |                    | Voorafgaand burgemeester van Hoogeloon c.a. Aansluitend burgemeester van Oudenbosch |
| 1921 - 1927                         | W.J.F. Juten                    | 1868-1929 |                    |                                                                                     |
| 1927 - 1938                         | P. Goosen                       |           |                    |                                                                                     |
| 1938 - 1941                         | A.H. Termeer                    | 1891-1969 |                    | Voorafgaand burgemeester van Aarle-Rixtel.                                          |
| 7 mrt./11 april 1942 - 29 okt. 1944 | P.A.J.P. de Jong                |           | NSB                |                                                                                     |
| 1944 - 1947                         | A.H. Termeer                    | 1891-1969 |                    | Aansluitend burgemeester van Mierlo                                                 |
| 1947 - 1960                         | Mr. Frans (F.L.M.) Hoebens      | 1914-1977 |                    | Voorafgaand burgemeester van Mierlo. Aansluitend burgemeester van Deurne            |
| 1961 - 1969                         | Jacques (J.M.S.) Rutten         | 1924-1999 | KVP                | Aansluitend burgemeester van Asten                                                  |
| 1969 - 1979                         | Piet (P.A.M.) Sanders           | 1926-1990 | KVP                | Aansluitend burgemeester van Oirschot                                               |
| 1979 - 1989                         | mr. dr. Ton (A.G.J.M.) Rombouts | *1951     | CDA                | Aansluitend burgemeester van Boxtel                                                 |
| 1989 - 1994                         | Drs. Henk (H.P.Th.M.) Willems   | *1947     | PvdA               | Aansluitend burgemeester van Drunen                                                 |
| 1994 - 1997                         | Paul (P.) Wagtmans              | 1927-2017 | CDA                | waarnemend                                                                          |